# Wellington Nem
Wellington Silva Sanches Aguiar, mais conhecido como Wellington Nem (Rio de Janeiro, 6 de fevereiro de 1992) é um futebolista brasileiro que atua como ponta-direita. Atualmente está no Figueirense.

## Carreira

### Início
Wellington faz parte da talentosa safra 92 do Fluminense, que contava ainda com Matheus Carvalho e Wellington Silva, porém foi o último dos três a ganhar uma sequência. Enquanto Matheus já fazia parte do time principal e Wellington Silva era negociado com o Arsenal, Nem foi emprestado ao Figueirense, para ganhar experiência. Foi convocado pelo técnico Mano Menezes para participar da Pré Lista das Olimpíadas de Londres 2012.
No dia 17 de maio, Wellington Nem renovou até dezembro de 2015. Antes de renovar o contrato, ganhava cerca de R$ 20 mil reais. Depois seu salário aumentou pra cerca de R$ 90 mil reais e a multa rescisória subiu para 20 milhões de euros (R$ 51 milhões de reais).

### Figueirense
No Figueirense, Nem encontrou seu melhor futebol graças ao técnico Jorginho, que o ajudou na sua postura fora dos gramados e mudou seu posicionamento em campo, transformando-o num segundo-atacante. Mostrando muita habilidade e velocidade, Nem acabou por ser o destaque do Figueirense, marcando nove gols e dando diversas assistências no Brasileiro de 2011. Com as suas excepcionais atuações, foi escolhido a revelação do Brasileiro daquele ano no Prêmio Craque do Brasileirão. E dois desses nove gols foram importantes um contra o Vasco em que ele garantiu o empate em 1–1 graças à seu gol. O seu segundo gol importante foi na partida contra o Grêmio, vencida pela sua equipe por 3–1 no Estádio Olímpico. Já no dia 26 de junho, fez um gol contra o Internacional no Beira-Rio, mas sua equipe acabou perdendo por 4–1.

### Fluminense

#### 2012
Com o destaque recebido no Figueirense, Nem voltou para o Fluminense sendo o destaque jovem do último ano. Teve algumas chances no Campeonato Carioca enquanto o time estava na Libertadores da América, e mostrando um futebol rápido e envolvente, caiu nas graças da torcida tricolor. No dia 7 de março, foi titular na vitória por 1–2 fora de casa contra o Boca Juniors.
Marcou seu primeiro gol pelo Fluminense no dia 18 de fevereiro, na vitória por 3–0 contra o Bangu pelo Campeonato Carioca. Dias depois fez um gol no 4–1 contra a Portuguesa, e dois gols no dia 6 de setembro contra o Santos, na vitória por 3–1. O primeiro gol foi após lançamento de Jean, que Wellington mandou de carrinho no canto esquerdo de Rafael. Após marcar o segundo, também de carrinho, Nem pôs o Fluminense novamente na frente do placar com um gol de cabeça no canto direito do goleiro. O centroavante Samuel fez 3–1 com um chute de fora da área e definiu a vitória.
No dia 25 de outubro, em jogo válido pelo Campeonato Brasileiro, Wellington Nem marcou um gol na vitória por 2–1 sobre o Coritiba no Engenhão.

#### 2013
No fim de 2012 o São Paulo entrou na briga por Wellington Nem, mas não conseguiu contratá-lo.
No dia 24 de janeiro, em um jogo contra o Olaria, pela segunda rodada do Campeonato Carioca, o atacante entrou no segundo tempo e, no primeiro toque na bola, fez o segundo gol da vitória por 3–1. Marcou um gol contra o Botafogo em 27 de janeiro, aos 42 minutos do primeiro tempo. Wellington Nem arrancou, tabelou com Bruno Vieira e tocou no canto esquerdo do goleiro do Botafogo. Wellington foi o destaque do primeiro tempo. Já no dia 27 de fevereiro, marcou o primeiro gol do Fluminense na vitória de virada por 1–2 contra o Huachipato, fora de casa, em Concepción. No mesmo jogo perdeu um gol num lance que ficou de frente para o gol, sem goleiro, mas acertou a trave.
No dia 2 de março, contra o Vasco, marcou o gol da virada do Fluminense. Mas sua equipe também sofreu a virada por 3–2 e perdeu a vaga na final do Campeonato Carioca. No dia 17 de março, fez o gol que deu a vitória do Flu sobre o Audax no Campeonato Carioca. Após uma lesão, voltou a atuar pelo Fluminense no dia 28 de abril, marcando o segundo do time contra o Volta Redonda na vitória por 4–1, classificando o Flu para a final da Taça Rio.
Já no dia 2 de junho, pelo Campeonato Brasileiro, contra o Criciúma, marcou o último gol da equipe na vitória por 3–0 válida pela terceira rodada. Ao final da partida, Wellington Nem deixou o campo dando declarações misteriosas sobre seu futuro.
Enquanto estava sendo especulado pelo Shakhtar Donetsk, no dia 6 de junho a Procuradoria da Fazenda do Rio de Janeiro entrou com uma ação na justiça pedindo a penhora dos direitos federativos e econômicos de Wellington Nem. A ação de seis páginas cita ainda uma dívida do Fluminense de R$ 24,7 milhões com a Timemania. O processo intima a CBF e a FERJ a não realizarem a transferência do jogador enquanto o dinheiro não for depositado em juízo.

### Shakhtar Donetsk
Após muitas especulações, foi anunciado pelo Shakhtar Donetsk no dia 6 de junho de 2013. O clube firmou um contrato de cinco temporadas e a negociação atingiu o valor de nove milhões de euros (cerca de R$ 25 milhões). Três partes dividirão o montante total. O Fluminense é dono de 60% do passe do jogador, enquanto o empresário do atleta, Eduardo Uram, é dono de outros 30%. A empresa Unibem ficará com os 10% restantes.
| “ | Temos muita urgência. Estamos trabalhando para ter uma solução, boa ou ruim, nesta semana. A solução tem de vir muito rapidamente. – disse o diretor executivo geral do Flu, Jackson Vasconcellos | ” |

Com despesa mensal na ordem de R$ 4 milhões, o Fluminense teve penhorada a cota de televisionamento (quase R$ 3 milhões por mês). Sem essa receita, restam apenas os patrocínios e a negociação de atletas para equilibrar as contas. A ação promovida pela Procuradoria Geral de Fazenda Nacional põe em risco a não quitação do déficit anual em 2013, depois de enorme esforço para redução dos R$ 34,135 milhões de 2011 para R$ 3,716 milhões em 2012.

### São Paulo
No dia 9 de novembro de 2016, foi anunciado pelo São Paulo como primeira contratação para a temporada 2017. O clube firmou contrato de um ano, por empréstimo, junto ao Shakhtar Donetsk.
Teve uma passagem apagada pelo clube paulista, marcada por muitas lesões. No total, disputou 25 partidas e marcou apenas um gol. Em 29 de julho de 2017, na vitória por 4–3 sobre o Botafogo, rompeu os ligamentos do joelho direito, perdendo o restante da temporada. Apesar de estar sem contrato com o São Paulo, permaneceu treinando no CT do clube até sua a recuperação total.

### Retorno ao Shakhtar Donetsk
Após o final do empréstimo, ele voltou para a Ucrânia e continuou no Shakhtar Donetsk. No entanto, em junho de 2020 rescindiu seu contrato com o clube ucraniano.

### Fortaleza
Foi anunciado como novo reforço do Fortaleza no dia 22 de março de 2021, assinando com o Leão até o fim da temporada. Estreou no dia 5 de maio, no empate em 0–0 com o Pacajus, pelo Campeonato Cearense.
Sem muito espaço e pouca utilização, Wellington Nem pediu a rescisão do contrato.

### Cruzeiro
Foi anunciado como novo reforço do Cruzeiro no dia 22 de julho de 2021, assinando um contrato até o fim da temporada.

## Seleção Brasileira
Foi convocado pela Seleção Brasileira em 2012. Estreou pela Seleção em um amistoso contra a Dinamarca, na vitória por 3–1. Nem entrou aos 20 minutos do segundo tempo, no lugar de Leandro Damião.
Com o bom futebol apresentado no Fluminense, o atacante foi convocado pelo treinador Mano Menezes para o Superclássico das Américas.
| “ | Fiquei muito feliz quando recebi a notícia. Minha mãe saiu gritando pela casa me dando os parabéns. Eu já estava dormindo (risos) - disse Nem na entrevista relâmpago comentando a sua convocação para o Superclássico das Américas contra a Argentina. | ” |

Na primeira partida do Superclássico, disputada no dia 19 de setembro, Wellington Nem saiu do banco e entrou no lugar de Lucas. O Brasil venceu a Argentina por 2–1. Já no jogo da volta, disputado no dia 21 de novembro, o atacante não atuou na derrota por 2–1.

## Estilo de jogo
Apesar de ser canhoto, Nem costuma atuar pelo lado direito. Em cada arrancada, ele dá, em média, 28 passadas e quatro toques na bola. Desgastado após tanta correria, pouco finaliza as jogadas que cria. Das seis vezes, fez isso em apenas duas. A maior distância percorrida foi de 72 metros. Na velocidade, o ponto alto foi a jogada de 37 km/h. Para efeitos de comparação, o velocista Usain Bolt alcança até 44 km/h em suas corridas.

## Estatísticas
Atualizadas até 7 de agosto de 2021.

### Clubes
| Clube             | Temporada         | Campeonato nacional | Campeonato nacional | Campeonato nacional | Copa nacional[a] | Copa nacional[a] | Copa nacional[a] | Competições continentais[b] | Competições continentais[b] | Competições continentais[b] | Outros torneios[c] | Outros torneios[c] | Outros torneios[c] | Total | Total | Total   |
| Clube             | Temporada         | Jogos               | Gols                | Assist.             | Jogos            | Gols             | Assist.          | Jogos                       | Gols                        | Assist.                     | Jogos              | Gols               | Assist.            | Jogos | Gols  | Assist. |
| ----------------- | ----------------- | ------------------- | ------------------- | ------------------- | ---------------- | ---------------- | ---------------- | --------------------------- | --------------------------- | --------------------------- | ------------------ | ------------------ | ------------------ | ----- | ----- | ------- |
| Figueirense       | 2011              | 26                  | 9                   | 5                   | —                | —                | —                | —                           | —                           | —                           | 3                  | 1                  | 0                  | 29    | 10    | 5       |
| Figueirense       | Total             | 26                  | 9                   | 5                   | 0                | 0                | 0                | 0                           | 0                           | 0                           | 3                  | 1                  | 0                  | 29    | 10    | 5       |
| Fluminense        | 2012              | 27                  | 6                   | 7                   | —                | —                | —                | 7                           | 0                           | 1                           | 14                 | 3                  | 0                  | 48    | 9     | 8       |
| Fluminense        | 2013              | 1                   | 1                   | 1                   | —                | —                | —                | 9                           | 1                           | 1                           | 9                  | 5                  | 0                  | 19    | 7     | 2       |
| Fluminense        | Total             | 28                  | 7                   | 8                   | 0                | 0                | 0                | 16                          | 1                           | 2                           | 23                 | 8                  | 0                  | 67    | 16    | 10      |
| Shakhtar Donetsk  | 2013–14           | 5                   | 1                   | 0                   | —                | —                | —                | —                           | —                           | —                           | 0                  | 0                  | 0                  | 5     | 1     | 0       |
| Shakhtar Donetsk  | 2014–15           | 8                   | 3                   | 0                   | 5                | 1                | 3                | 2                           | 0                           | 0                           | —                  | —                  | —                  | 15    | 4     | 3       |
| Shakhtar Donetsk  | 2015–16           | 9                   | 2                   | 0                   | 6                | 2                | 1                | 5                           | 0                           | 0                           | —                  | —                  | —                  | 20    | 4     | 1       |
| Shakhtar Donetsk  | 2016–17           | 7                   | 0                   | 1                   | —                | —                | —                | 3                           | 0                           | 0                           | 1                  | 0                  | 0                  | 11    | 0     | 1       |
| Shakhtar Donetsk  | Total             | 29                  | 6                   | 1                   | 11               | 3                | 4                | 10                          | 0                           | 0                           | 1                  | 0                  | 0                  | 51    | 7     | 5       |
| São Paulo         | 2017              | 10                  | 1                   | 0                   | 4                | 0                | 0                | 1                           | 0                           | 0                           | 10                 | 0                  | 0                  | 25    | 1     | 0       |
| São Paulo         | Total             | 10                  | 1                   | 0                   | 4                | 0                | 0                | 1                           | 0                           | 0                           | 10                 | 0                  | 0                  | 25    | 1     | 0       |
| Shakhtar Donetsk  | 2017–18           | 3                   | 0                   | 0                   | 0                | 0                | 0                | —                           | —                           | —                           | —                  | —                  | —                  | 3     | 0     | 0       |
| Shakhtar Donetsk  | 2018–19           | 15                  | 3                   | 2                   | 4                | 0                | 1                | 2                           | 0                           | 0                           | —                  | —                  | —                  | 21    | 3     | 3       |
| Shakhtar Donetsk  | Total             | 18                  | 3                   | 2                   | 4                | 0                | 1                | 2                           | 0                           | 0                           | 0                  | 0                  | 0                  | 24    | 3     | 3       |
| Fluminense        | 2019              | 18                  | 1                   | 0                   | —                | —                | —                | 2                           | 0                           | 0                           | —                  | —                  | —                  | 20    | 1     | 0       |
| Fluminense        | Total             | 18                  | 1                   | 0                   | 0                | 0                | 0                | 2                           | 0                           | 0                           | 10                 | 0                  | 0                  | 20    | 1     | 0       |
| Fortaleza         | 2021              | 0                   | 0                   | 0                   | 0                | 0                | 0                | 0                           | 0                           | 0                           | 2                  | 0                  | 0                  | 2     | 0     | 0       |
| Fortaleza         | Total             | 0                   | 0                   | 0                   | 0                | 0                | 0                | 0                           | 0                           | 0                           | 2                  | 0                  | 0                  | 2     | 0     | 0       |
| Cruzeiro          | 2021              | 23                  | 0                   | 3                   | —                | —                | —                | —                           | —                           | —                           | —                  | —                  | —                  | 23    | 0     | 3       |
| Cruzeiro          | Total             | 23                  | 0                   | 3                   | 0                | 0                | 0                | 0                           | 0                           | 0                           | 0                  | 0                  | 0                  | 23    | 0     | 3       |
| Arouca            | 2021–22           | 1                   | 0                   | 0                   | —                | —                | —                | —                           | —                           | —                           | —                  | —                  | —                  | 1     | 0     | 0       |
| Arouca            | Total             | 1                   | 0                   | 0                   | —                | —                | —                | —                           | —                           | —                           | —                  | —                  | —                  | 1     | 0     | 0       |
| Total na carreira | Total na carreira | 143                 | 21                  | 19                  | 19               | 3                | 5                | 31                          | 1                           | 2                           | 12                 | 0                  | 0                  | 242   | 38    | 26      |

- a. ^ Jogos da Copa do Brasil e Copa da Ucrânia
- b. ^ Jogos da Copa Sul-Americana, Copa Libertadores da América, Liga dos Campeões da UEFA e Liga Europa da UEFA
- c. ^ Jogos do Campeonato Carioca, Supercopa da Ucrânia, Campeonato Paulista e Florida Cup

### Seleção Brasileira
Abaixo estão listados todos jogos e gols do futebolista pela Seleção Brasileira, desde as categorias de base. Abaixo da tabela, clique em expandir para ver a lista detalhada dos jogos de acordo com a categoria selecionada.
Sub-17
| Ano   |       |      |         |       |
| Ano   | Jogos | Gols | Assist. | Média |
| ----- | ----- | ---- | ------- | ----- |
| 2009  | 3     | 1    | 0       | 0,33  |
| Total | 3     | 1    | 0       | 0,33  |

|    | Data                  | Local                                  | Resultado | Adversário | Gols | Assist. | Competição                   |
| -- | --------------------- | -------------------------------------- | --------- | ---------- | ---- | ------- | ---------------------------- |
| 1. | 24 de outubro de 2009 | Teslim Balogun Stadium, Lagos, Nigéria | 3–2       | Japão      | 1    | 0       | Copa do Mundo Sub-17 de 2009 |
| 2. | 27 de outubro de 2009 | Teslim Balogun Stadium, Lagos, Nigéria | 0–1       | México     | 0    | 0       | Copa do Mundo Sub-17 de 2009 |
| 3. | 30 de outubro de 2009 | Abuja National Stadium, Abuja, Nigéria | 0–1       | Suíça      | 0    | 0       | Copa do Mundo Sub-17 de 2009 |

Seleção principal
| Ano   |       |      |         |       |
| Ano   | Jogos | Gols | Assist. | Média |
| ----- | ----- | ---- | ------- | ----- |
| 2012  | 3     | 0    | 0       | 0     |
| 2013  | 0     | 0    | 0       | 0     |
| Total | 3     | 0    | 0       | 0     |

|    | Data                   | Local                                  | Resultado | Adversário | Gols | Assist. | Competição |
| -- | ---------------------- | -------------------------------------- | --------- | ---------- | ---- | ------- | ---------- |
| 1. | 26 de maio de 2012     | Volksparkstadion, Hamburgo, Alemanha   | 3–1       | Dinamarca  | 0    | 0       | Amistoso   |
| 2. | 3 de junho de 2012     | AT&T Stadium, Dallas, Estados Unidos   | 0–2       | México     | 0    | 0       | Amistoso   |
| 3. | 19 de setembro de 2012 | Estádio Serra Dourada, Goiânia, Brasil | 2–1       | Argentina  | 0    | 0       | Amistoso   |

Seleção Brasileira (total)
| Ano   |       |      |         |       |
| Ano   | Jogos | Gols | Assist. | Média |
| ----- | ----- | ---- | ------- | ----- |
| 2009  | 3     | 1    | 0       | 0,33  |
| 2012  | 3     | 0    | 0       | 0     |
| 2013  | 0     | 0    | 0       | 0     |
| Total | 6     | 1    | 0       | 0,16  |

## Títulos
Fluminense
- Taça Guanabara: 2012
- Campeonato Carioca: 2012
- Campeonato Brasileiro: 2012

Shakhtar Donetsk
- Campeonato Ucraniano: 2013–14 e 2017–18
- Copa da Ucrânia: 2015–16, 2017–18 e 2018–19
- Supercopa da Ucrânia: 2014 e 2015

São Paulo
- Florida Cup: 2017

Fortaleza
- Campeonato Cearense: 2021

Vitória
- Campeonato Brasileiro - Série B: 2023

Seleção Brasileira
- Superclássico das Américas: 2012

## Prêmios individuais
- Craque da Rodada - Troféu Armando Nogueira para o Melhor Jogador da 31ª Rodada do Campeonato Brasileiro de 2011 - Série A - Nota 8,5[42]
- Troféu Revelação - Campeonato Brasileiro de 2011 - Série A[43]
- Segundo Melhor Atacante Canhoto do Campeonato Carioca: 2012